# یواس‌اس تلفر (ای‌پی‌ای-۲۱۰)
یواس‌اس تلفر (ای‌پی‌ای-۲۱۰) (به انگلیسی: USS Telfair (APA-210)) یک کشتی بود که طول آن ۴۵۵ فوت (۱۳۹ متر) بود. این کشتی در سال ۱۹۴۴ ساخته شد.